# Bambusa textilis
Bambusa textilis är en gräsart som beskrevs av Mcclure. Bambusa textilis ingår i släktet Bambusa och familjen gräs. Inga underarter finns listade i Catalogue of Life.

## Bildgalleri

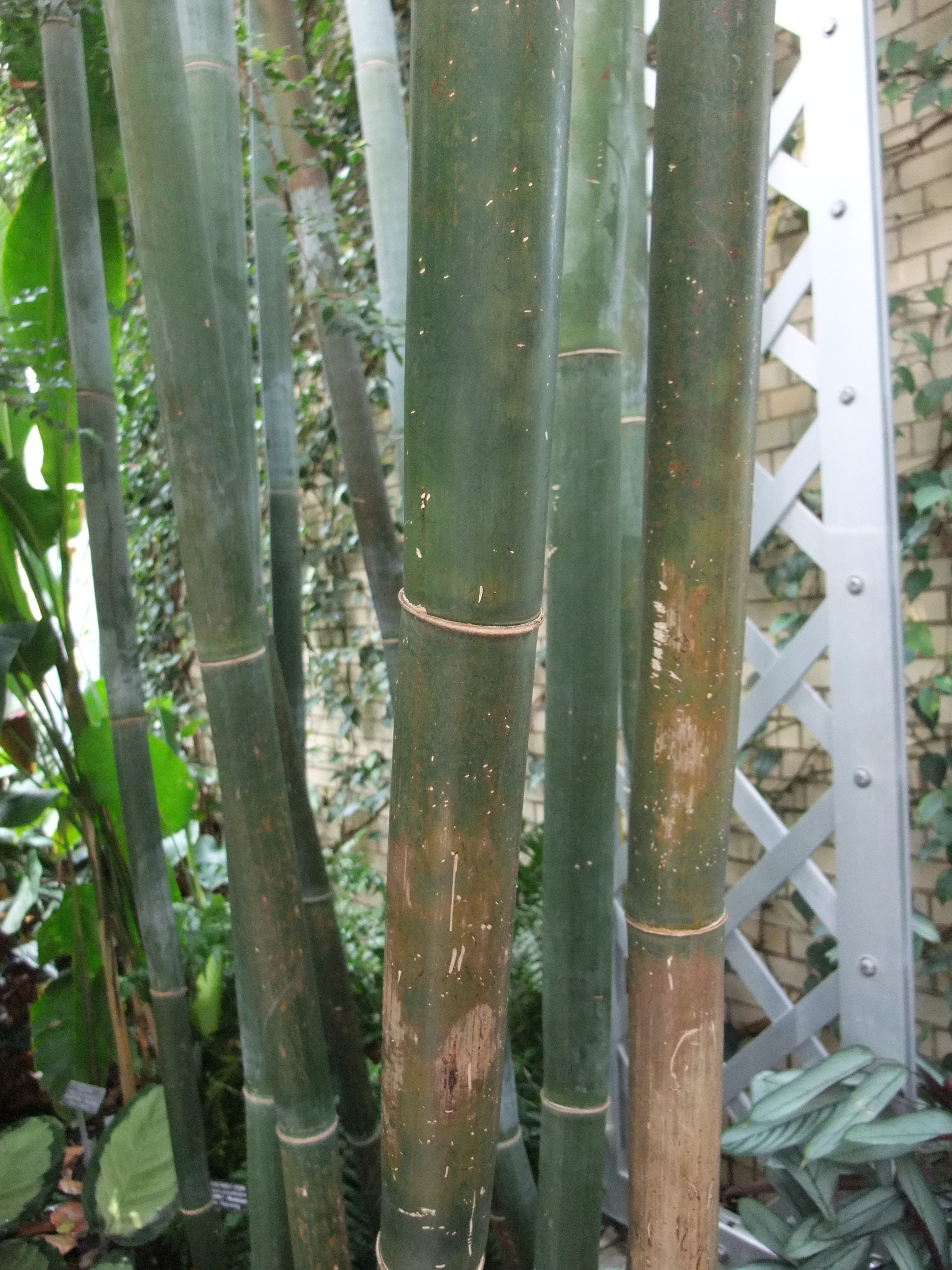
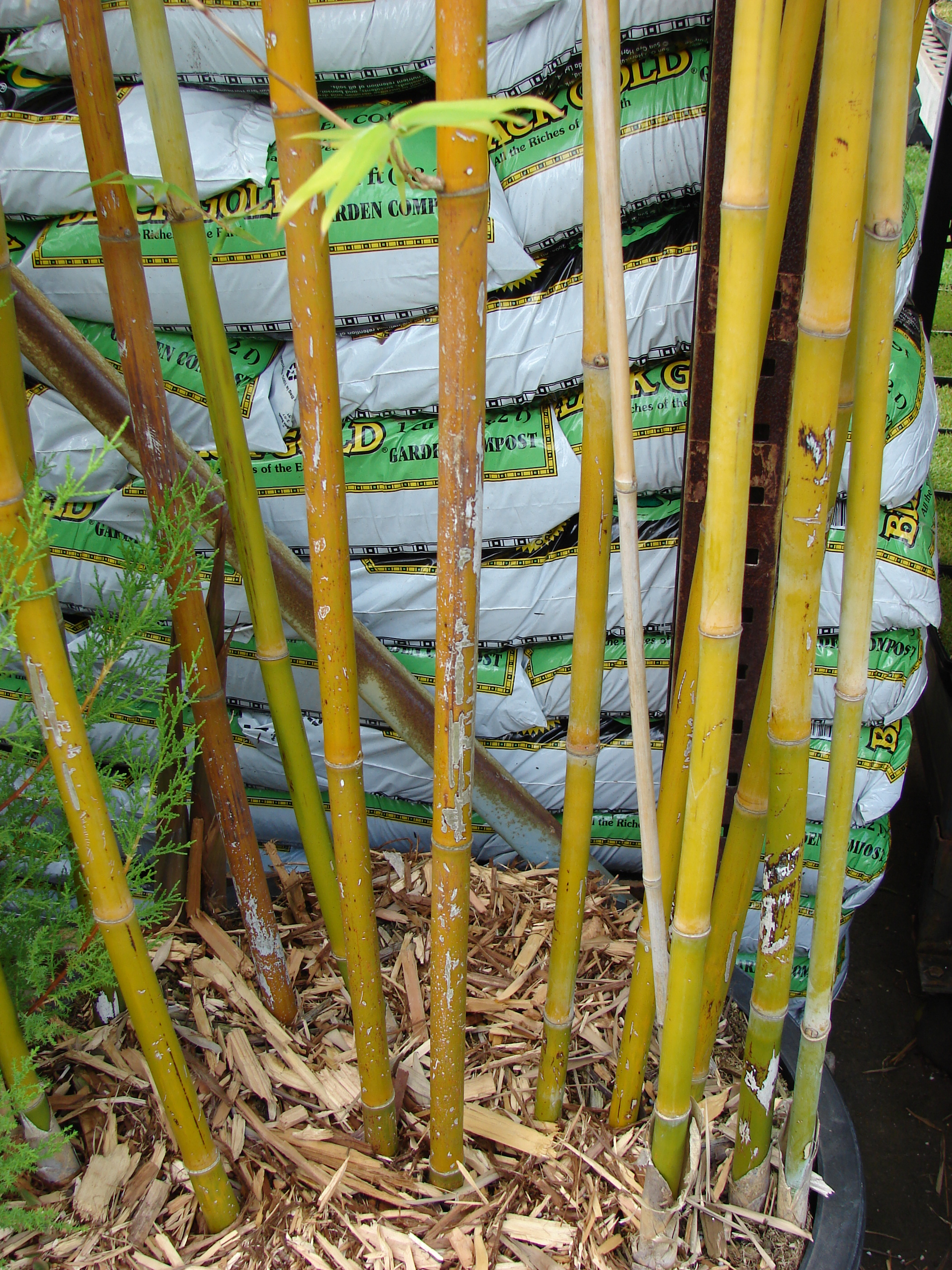
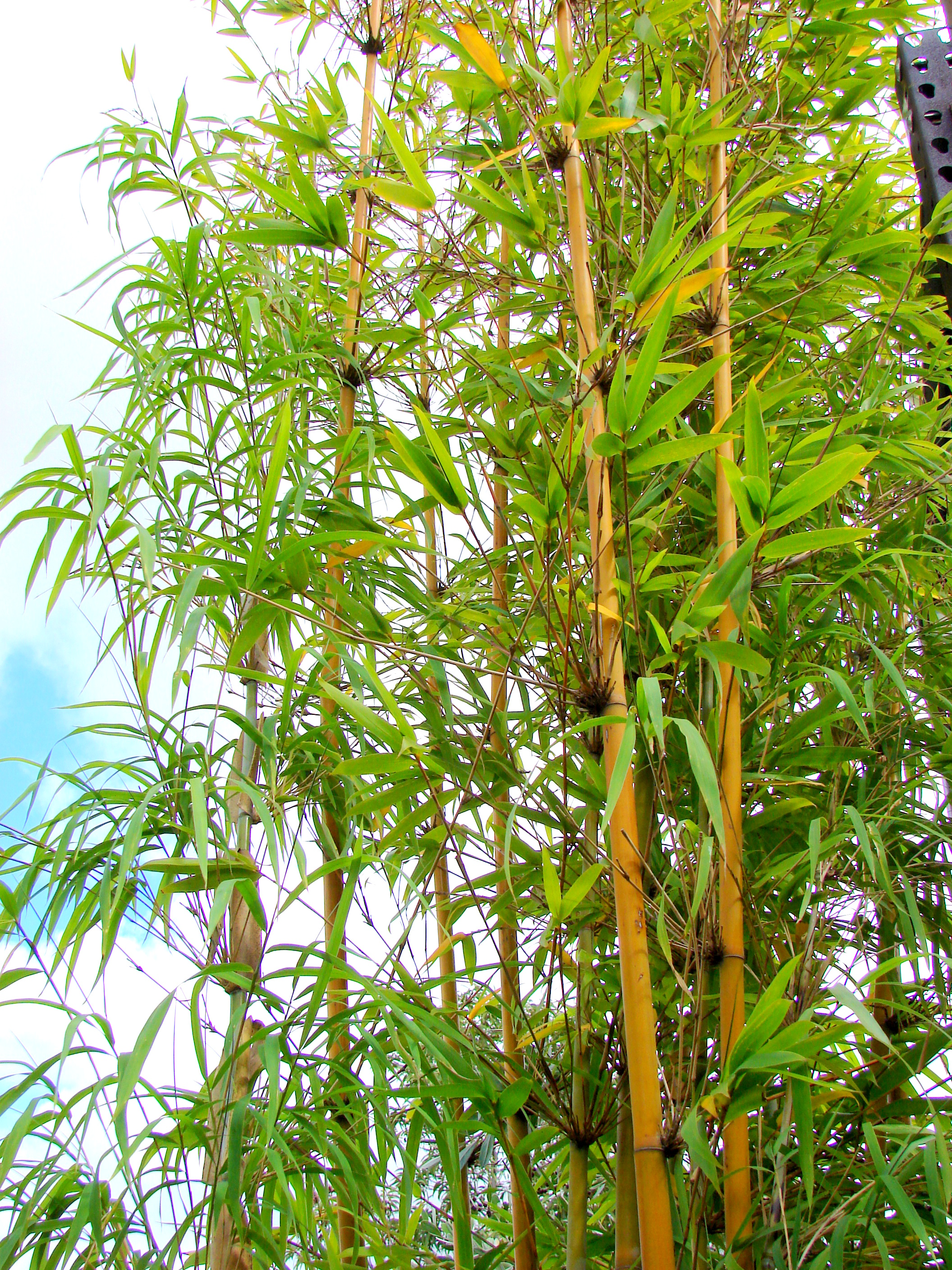
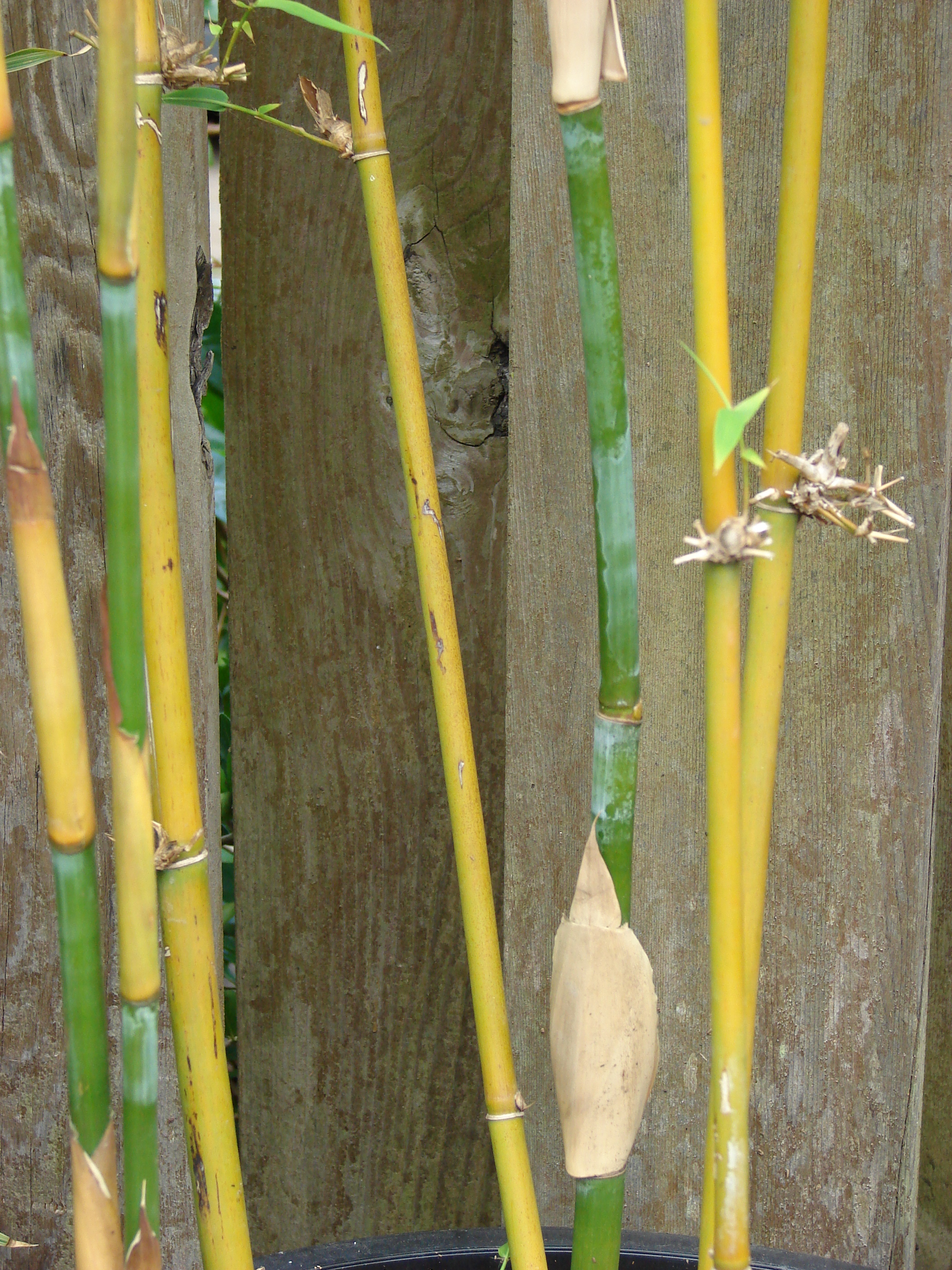